# はーい!鈴代です! 今行きまーす!
『はーい！鈴代です！ 今行きまーす！』（はーい すずしろです いまいきまーす）は、2019年10月4日（3日深夜）から配信されているインターネットラジオ番組。パーソナリティは声優の鈴代紗弓。
番組開始から2025年3月25日までは超!A&G+にて簡易動画付きで配信されていたが、超!A&G+のサービス終了に伴い、2025年4月4日からは配信媒体をQloveR「超！A&G+チャンネル」に移行した。

## 番組概要
鈴代が自分の部屋からお届けするようなアットホームな番組。番組ではプライベートや仕事の事を話したり、ゲストとトークを繰り広げている。
超!A&G+本配信後、QloveR配信後の翌週月曜昼12:00より文化放送A&GYouTubeチャンネルにて番組本編とおまけコーナー「鈴代の部屋」とセットで1週間限定で配信される。
2024年3月までは、AG-ON Premiumにて毎週金曜正午におまけコーナー「鈴代ルーム」が配信されていた。
番組ハッシュタグは「#すずほめ」。

## 配信時間
| 配信形態     | 配信媒体                      | 配信時間                                                                                  |
| ------------ | ----------------------------- | ----------------------------------------------------------------------------------------- |
| 本配信       | QloveR 「超！A&G+チャンネル」 | 金曜 22:00 - 22:30 （2025年4月4日 - ）                                                    |
| 本配信       | 超!A&G+                       | 毎週金曜（木曜深夜） 1:30 - 2:00 （2019年10月4日〈3日深夜〉 - 2023年9月29日〈28日深夜〉） |
| 本配信       | 超!A&G+                       | 毎週火曜 23:30 - 24:00 （2023年10月3日 - 2025年3月25日）                                  |
| リピート配信 | 超!A&G+                       | 毎週金曜 13:30 - 14:00 （2019年10月4日 - 2023年3月31日）                                  |
| リピート配信 | 超!A&G+                       | 毎週日曜 10:30 - 11:00 （2021年4月4日 - 2023年4月2日）                                    |
| リピート配信 | 超!A&G+                       | 毎週日曜 14:30 - 15:00 （2023年4月9日 - 2025年3月30日）                                   |
| リピート配信 | 超!A&G+                       | 毎週日曜（土曜深夜） 1:30 - 2:00 （2024年7月7日 - 2025年3月30日）                         |

- 2022年8月5日（4日深夜）配信分（リピート配信分含む）は鈴代が新型コロナウイルス感染症の濃厚接触者に該当した影響により、第1回を再配信。

## コーナー
鈴代ネットワーク
毎回、鈴代が聞いてみたいことなどをテーマとして発表する宿題コーナー
クイズ！正解は鈴代紗弓！
ゲストがいる時のコーナー。いろんなジャンルの一般常識問題をリスナーから募集し、正解となる鈴代の解答をゲストが予想する
鈴代クッキング
「料理名」「調理方法」「切り方」など料理に関する単語を募集し、鈴代が解説するコーナー
例えツッコミ勉強会
シチュエーションとそれに合う例えツッコミを募集する
あなたの歴史を教えて下さい
リスナーから自分の歴史について送ってもらうコーナー

## ゲスト
2019年配信回

- 第2回・第3回（10月10日、17日）大西沙織
- 第4回・第5回（10月24日、31日）Lynn
- 第7回・第8回（11月14日、21日）富田美憂
- 第9回・第10回（11月28日、12月5日）岡咲美保 
- 第12回・第13回（12月19日、26日）三澤紗千香

2020年配信回

- 第15回・第16回（1月9日、16日）福島潤
- 第17回・第18回（1月23日、30日）篠原侑
- 第20回・第21回（2月13日、20日）白石晴香
- 第22回・第23回（2月27日、3月5日）幹葉（スピラ・スピカ）
- 第24回・第25回（3月12日、19日）古川洋平
- 第28回・第29回（4月9日、16日）大西沙織
- 第32回・第33回（5月21日、28日）朝日奈丸佳
- 第34回・第35回（6月4日、11日）富田美憂
- 第37回・第38回（6月25日、7月2日）前田佳織里
- 第39回・第40回（7月9日、16日）藤原夏海
- 第42回・第43回（7月30日、8月6日）広瀬ゆうき
- 第44回・第45回（8月13日、20日）楠木ともり
- 第47回・第48回（9月3日、10日）瀬戸麻沙美
- 第49回・第50回（9月17日、24日）Lynn
- 第53回・第54回（10月15日、22日）岡咲美保
- 第56回・第57回（11月5日、12日）宮本侑芽
- 第59回・第60回（11月26日、12月3日）諏訪彩花
- 第63回・第64回（12月24日、12月31日）前田佳織里

2021年配信回

- 第68回・第69回（1月28日、2月4日）高橋花林
- 第74回・第75回（3月11日、3月18日）古川洋平
- 第77回・第78回（4月1日、4月8日）大西沙織
- 第80回・第81回（4月22日、4月29日）楠木ともり
- 第83回・第84回（5月13日、5月20日）鷲崎健
- 第86回・第87回（6月3日、6月10日）藤原夏海
- 第89回・第90回（6月24日、7月1日）長谷川育美
- 第92回・第93回（7月15日、7月22日）土屋李央
- 第95回・第96回（8月5日、8月12日）稗田寧々
- 第101回・第102回（9月16日、9月23日）岡咲美保
- 第105回・第106回（10月14日、10月21日）峯田茉優
- 第107回・第108回（10月28日、11月4日）東山奈央
- 第109回・第110回（11月11日、11月18日）楠木ともり
- 第113回・第114回（12月9日、12月16日） 高田憂希

2022年配信回

- 第117回・第118回（1月6日、1月13日）福島潤
- 第122回・第123回（2月10日、2月17日）立花日菜
- 第126回・第127回（3月10日、3月17日）幸村恵理
- 第130回・第131回（4月7日、4月14日）Lynn
- 第134回・第135回（5月5日、5月12日）小原好美
- 第138回・第139回（6月2日、6月9日）川井田夏海
- 第140回・第141回（6月16日、6月23日）楠木ともり
- 第145回・第146回（7月21日、7月28日）夏吉ゆうこ
- 第153回（9月22日）ZAQ
- 第158回・第159回（10月27日、11月3日）青山吉能

2023年配信回

- 第169回・第170回（1月12日、1月19日）福島潤
- 第174回・第175回（2月16日、2月23日）山根綺
- 第184回・第185回（4月27日、5月4日）瀬戸麻沙美
- 第192回・第193回（6月22日、6月29日）水野朔